# Ligne à grande vitesse

Francuskie linie kolejowe dużych prędkości (kolor niebieski)

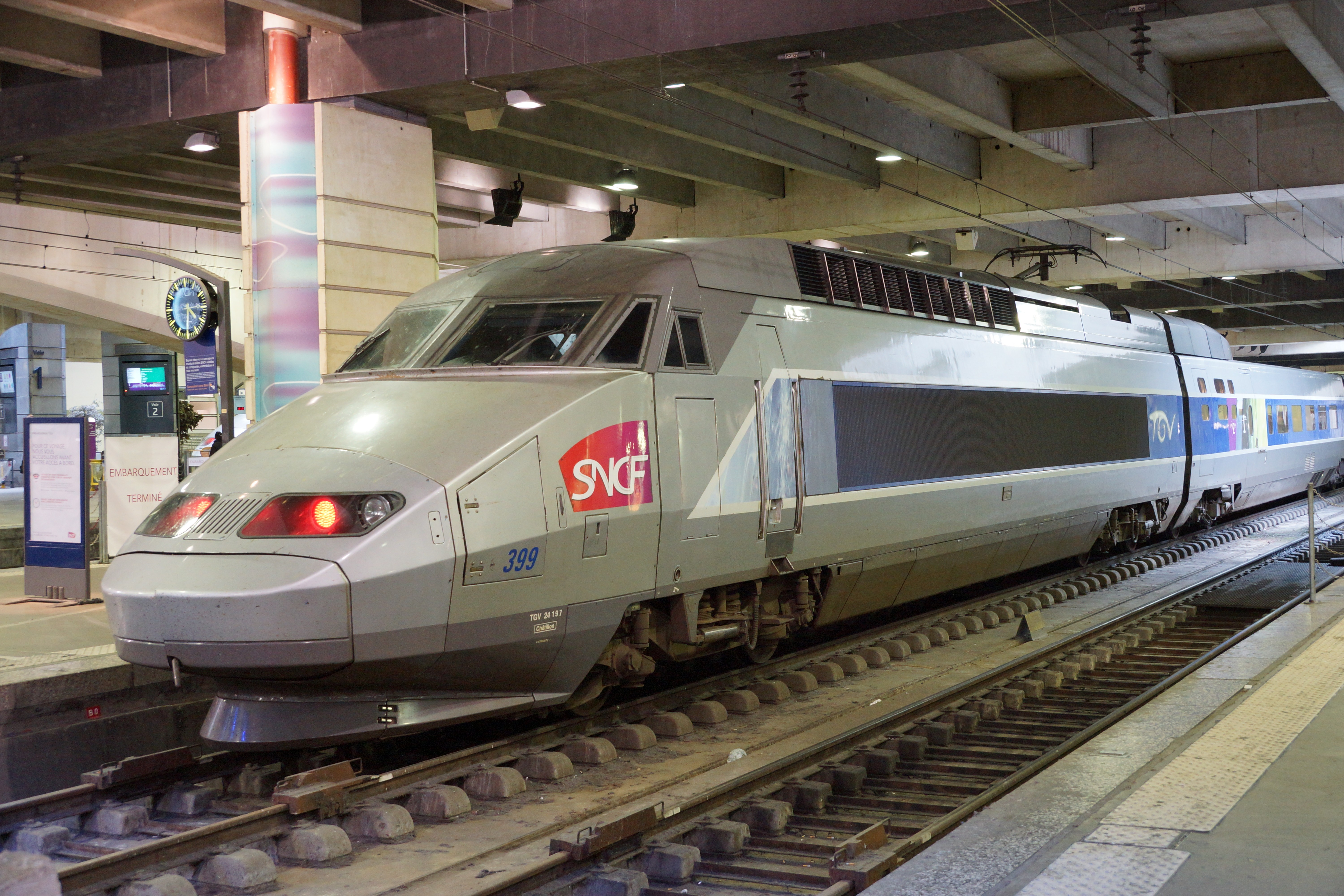
Skład TGV

Ligne à grande vitesse (LGV, z fr. „linia dużych prędkości”) – nazwa francuskich linii kolejowych, po których poruszają się pociągi TGV, pozwalających na uzyskiwanie prędkości rzędu 300 km/h. Przez ostatnie 25 lat zbudowano około 1500 km takich linii we Francji oraz ok. 130 km w Belgii i ok. 70 km w Wielkiej Brytanii według tej samej technologii. W budowie pozostaje obecnie (marzec 2006) w sumie około 500 km tego typu linii – ok. 300 km we Francji, 60 km w Belgii, ok. 130 km w Holandii i ok. 30 km w Wielkiej Brytanii. Istnieją ponadto różne projekty budowy nowych linii tego typu, głównie we Francji.

## Konstrukcja
Budowa LGV jest podobna do zwykłych linii kolejowych (nazywanych w kontekście LGV liniami klasycznymi lub tradycyjnymi), jednakże z kilkoma znaczącymi różnicami, które umożliwiają pociągom osiąganie dużych prędkości:
- Promienie łuków są dużo większe niż w przypadku linii klasycznych (ponad 4 km na starszych liniach i ponad 7 km na nowszych), dzięki czemu siła odśrodkowa działająca na pasażerów przy pokonywaniu łuków z dużą prędkością jest niewielka. Cecha ta utrudnia jednak planowanie linii i podnosi koszty, ze względu na to, że nie ma możliwości omijania przeszkód terenowych przy budowie torów.
- Nachylenie toru dochodzi nawet do 3,5%. Cecha ta ogranicza konieczność budowy tuneli w pagórkowatym terenie, jednak powoduje, że z linii mogą korzystać jedynie pociągi o wystarczającej mocy, stąd też istniejące linie LGV są wykorzystywane jedynie przez pociągi TGV (z wyjątkiem HSL 2 w Belgii, gdzie kursują również pociągi pasażerskie prowadzone lokomotywami).
- Przechyłka toru na łukach jest zwiększona, dzięki czemu większa niż w tradycyjnych pociągach część siły odśrodkowej działającej na pasażerów jest skierowana prostopadle do podłogi wagonu. Podnosi to komfort podróży, lecz wymaga jednocześnie dużej prędkości dla bezpiecznego przejazdu pociągu, co ogranicza możliwość korzystania z linii przez powolne składy, w szczególności towarowe.
- Średnica tuneli jest większa, w celu ograniczenia efektów zmian ciśnienia, związanych z jazdą z dużymi prędkościami.
- Odstęp między torami jest zwiększony, w celu zmniejszenia szarpnięć spowodowanych przez gwałtowne zmiany ciśnienia spowodowane przez mijające się składy pociągów. Dodatkowo zwiększa to bezpieczeństwo w przypadku wykolejenia pociągu – prawdopodobieństwo znalezienia się wykolejonego składu w skrajni drugiego toru jest zredukowane.
- Tory układane są precyzyjniej niż w przypadku normalnych linii kolejowych, dodatkowo zwiększona jest grubość podsypki.
- Betonowe lub strunobetonowe podkłady są umieszczane w mniejszych odstępach niż zazwyczaj.
- Używane są szyny bezstykowe (jednak nie jest to wyłączna domena LGV, szyny bezstykowe są obecnie standardem w budowie linii kolejowych).
- Przewody sieci trakcyjnej są napięte ze zwiększoną siłą, tak aby zapewnić stabilny kontakt pantografu pociągu z siecią przy dużej prędkości.
- LGV nie mają żadnych skrzyżowań z innymi drogami kołowymi w poziomie torów i są w całości ogrodzone, aby zapewnić maksymalne bezpieczeństwo jazdy. Dodatkowo mosty na wszystkich liniach są wyposażone w czujniki pozwalające wykryć obiekty znajdujące się na torach.
- Wszystkie odgałęzienia LGV są bezkolizyjne, co oznacza, że pociągi korzystające z rozjazdów nie przecinają toru dla ruchu w przeciwnym kierunku.

LGV są liniami normalnotorowymi (o rozstawie szyn 1435 mm). Napięcie przemienne w górnej sieci trakcyjnej wynosi 25 kV i ma częstotliwość 50 Hz. Ruch w normalnych warunkach odbywa się po lewym torze (patrząc w kierunku jazdy) podobnie jak na tradycyjnej sieci kolejowej we Francji (z nielicznymi wyjątkami).
Na liniach LGV brak tradycyjnej sygnalizacji kolejowej używającej semaforów, są one wyposażone w system sygnalizacji kabinowej – TVM.